# Hallmark Cards

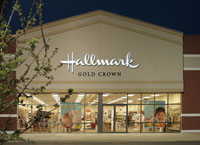
Faixada da Hallmark Gold Crown Store (Loja Copa de Ouro da Hallmark).

Hallmark Licensing, Inc. é uma empresa americana com sede em Kansas City, Missouri. Foi fundada em 1910 por Joyce C. Hall.

## História
Fundada em 1910, por 18 anos, Joyce C. Hall vendia cartões postais. Em 1915 a empresa era conhecida como Hall Brothers e vendendo cartões para o Dia dos Namorados e Natal. Em 1917, Hall e seu irmão Rollie inventou moderno papel de embrulho, quando fugiu do tradicional e colorido papel de plástico.
Em 1928, a empresa adotou o nome "Hallmark". Em 1931, a empresa canadense William E. Coutts Company, Ltd se torna uma afiliada da Hall Brothers.
Em 1951, Joyce Hall patrocinou um programa de televisão para a NBC, que originou o Hallmark Hall of Fame, que ganhou 78 Emmy Awards.
Em 1958, a William E. Coutts Company, Ltd. foi adquirida pela Hallmark.
Em 2001, a Hallmark agora tem o seu próprio canal de televisão por assinatura, o Hallmark Channel, que foi criado em 2001. Por um período de cerca de 15 anos, a Hallmark detinha uma participação na rede de língua espanhola Univision.